# Prasat Kravan
Les cinq tours en brique du Prasat Kravan ("temple des cardamomes"), alignées dans le sens nord-sud et orientées à l’est, furent édifiées en 921 pour le culte hindou. 
La structure ne fut pas commandée par un roi, ce qui est inhabituel et explique sa localisation, un peu à l’écart du centre de la capitale. Les tours se trouvent juste au sud de la route qui relie Angkor Vat au Banteay Kdei.
L’ensemble, en partie restauré en 1968, mérite la visite pour ses superbes bas-reliefs ciselés dans la brique des murs intérieurs. 
Dans la tour centrale, la plus grande des cinq, Vishnou aux huit bras orne le mur du fond ; sur le mur de droite, il chevauche un garuda. Des bas-reliefs représentant Lakshmi l’épouse de Vishnou, ornent la tour la plus septentrionale.
Le nain Vamana, l’un des avatars préférés de Vishnou, entreprit la conquête du monde possédé par le démon-roi Bali. Le nain demanda au démon un lopin de terre sur lequel il pourrait méditer, arguant qu’il n’avait besoin que d’une parcelle qu’il puisse traverser en trois enjambées. Le démon accepta et vit alors le nain se transformer en géant et arpenter l’univers en trois puissantes foulées. À cause de cette légende, Vishnou est parfois surnommé « la grande enjambée ».

## Galerie

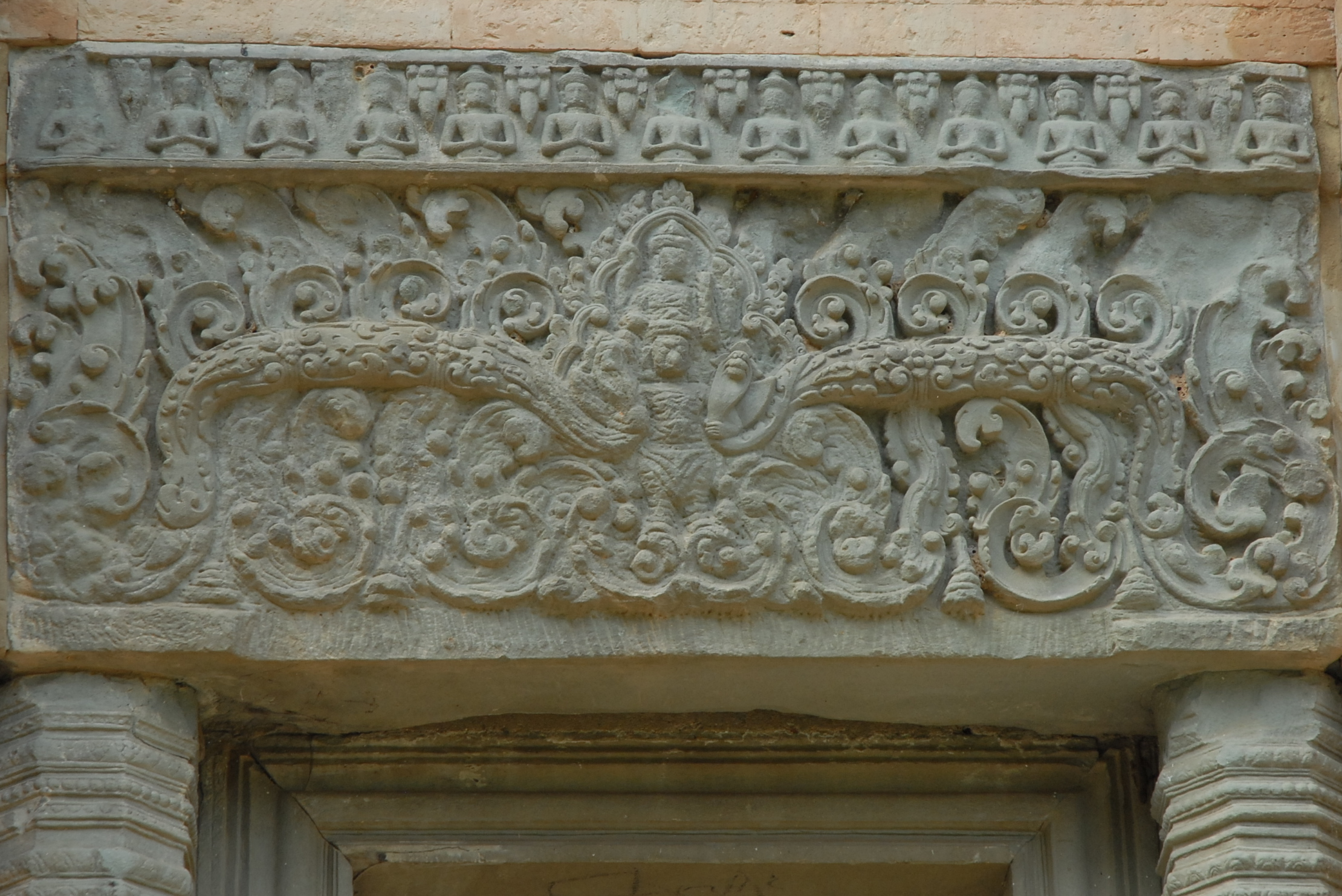
Linteau de porte
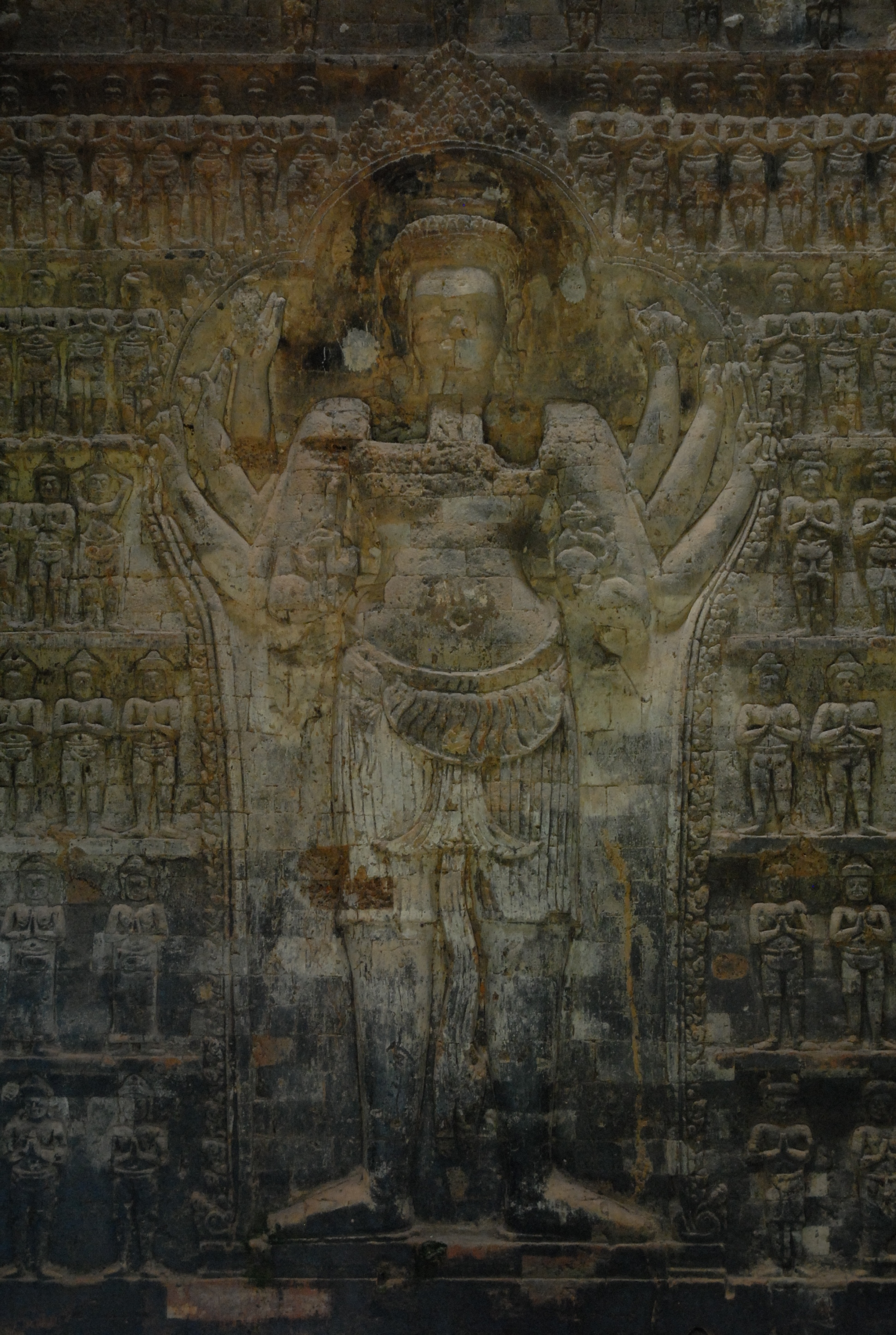
Vishnou aux 8 bras
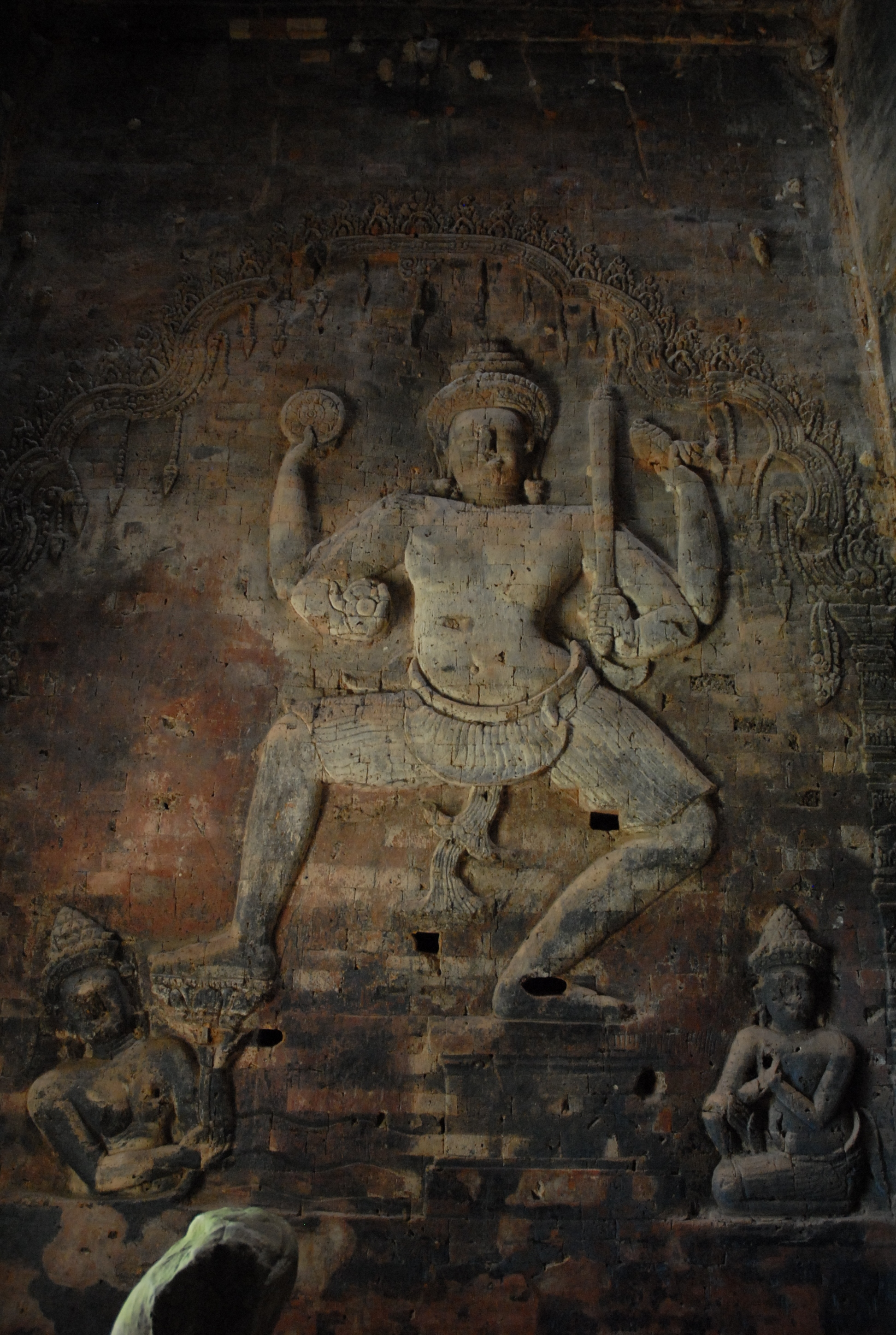
Vishnou parcourant l'océan
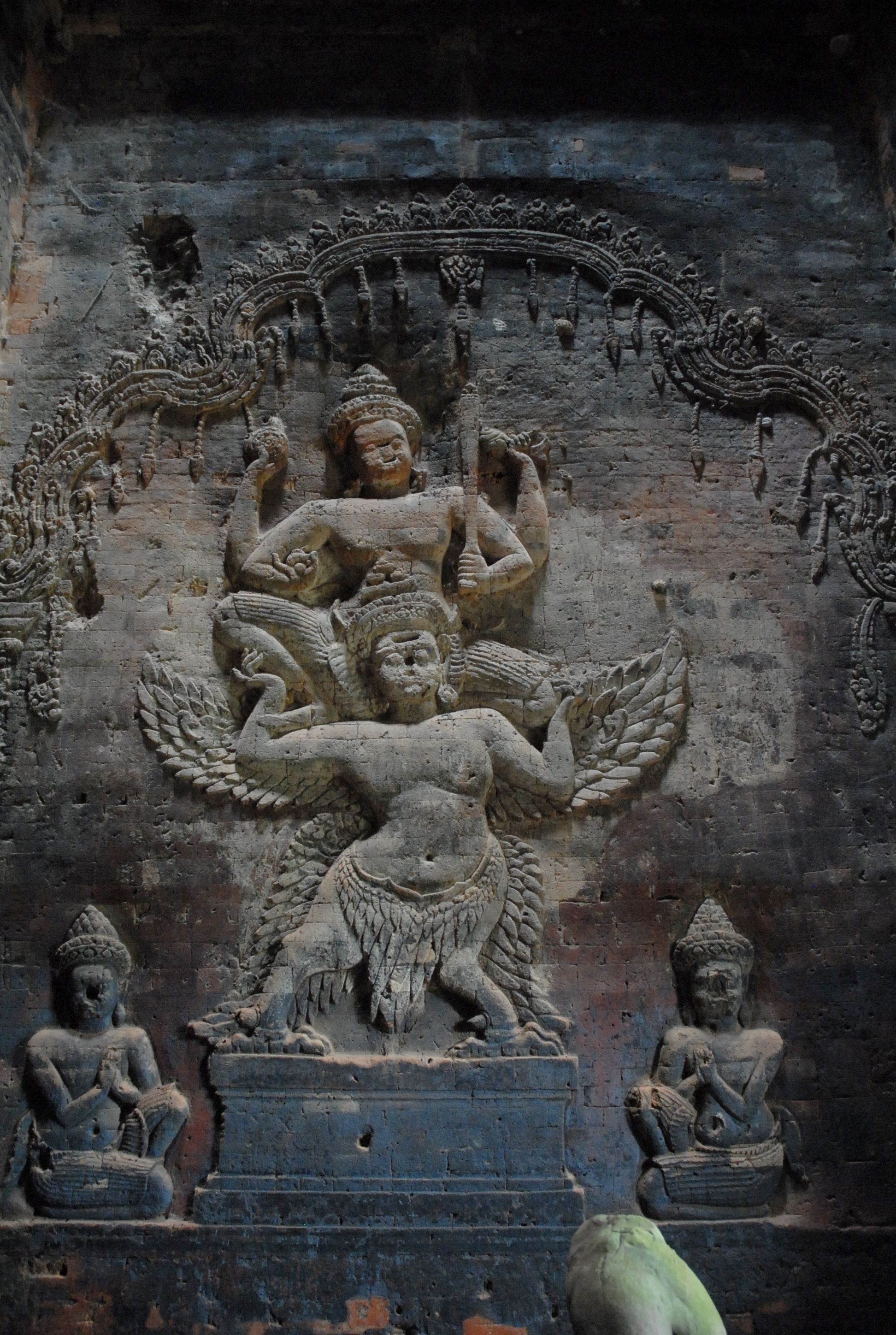
Vishnou chevauchant un garuda
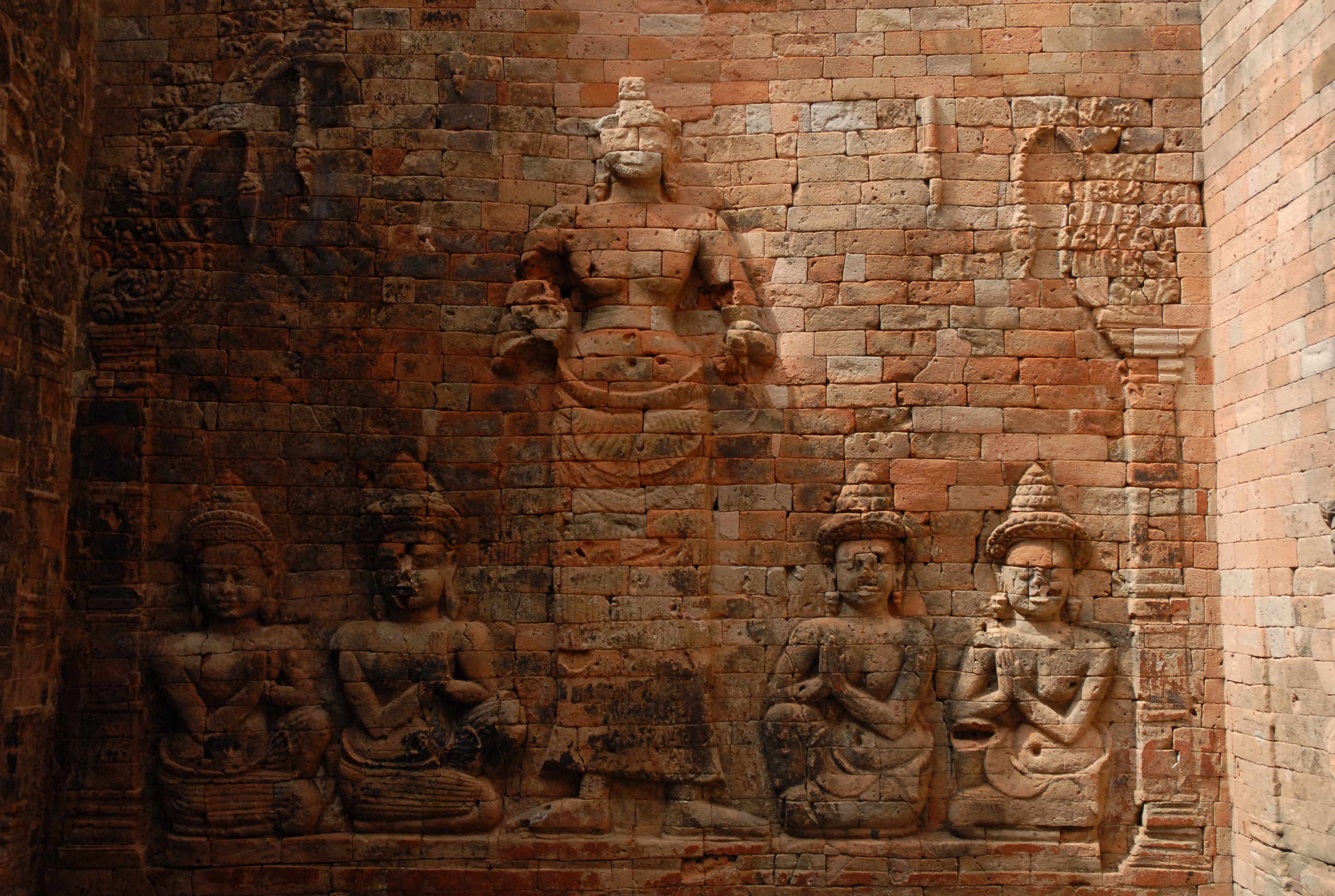
Lakshmi et des orants
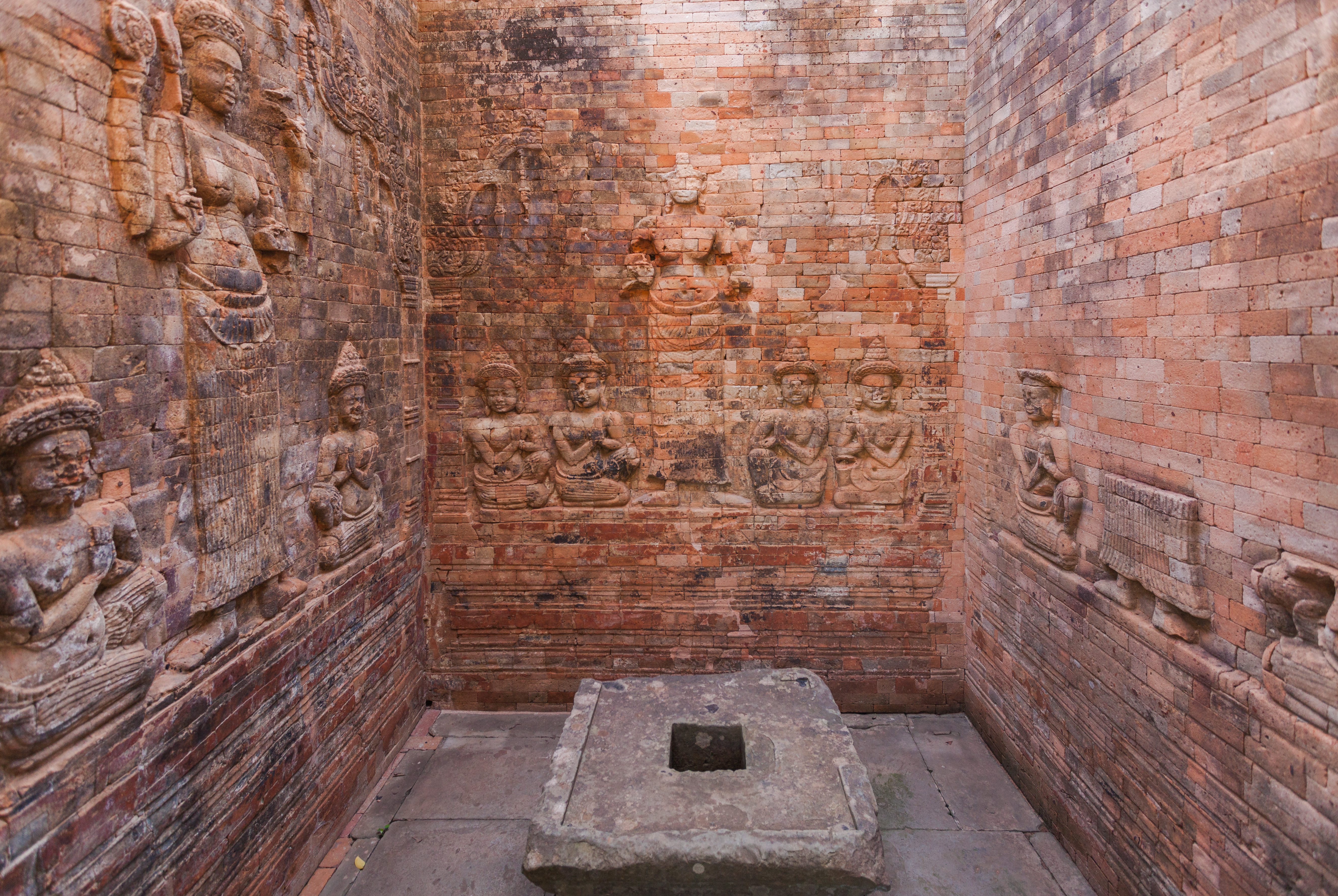
Vue latérale
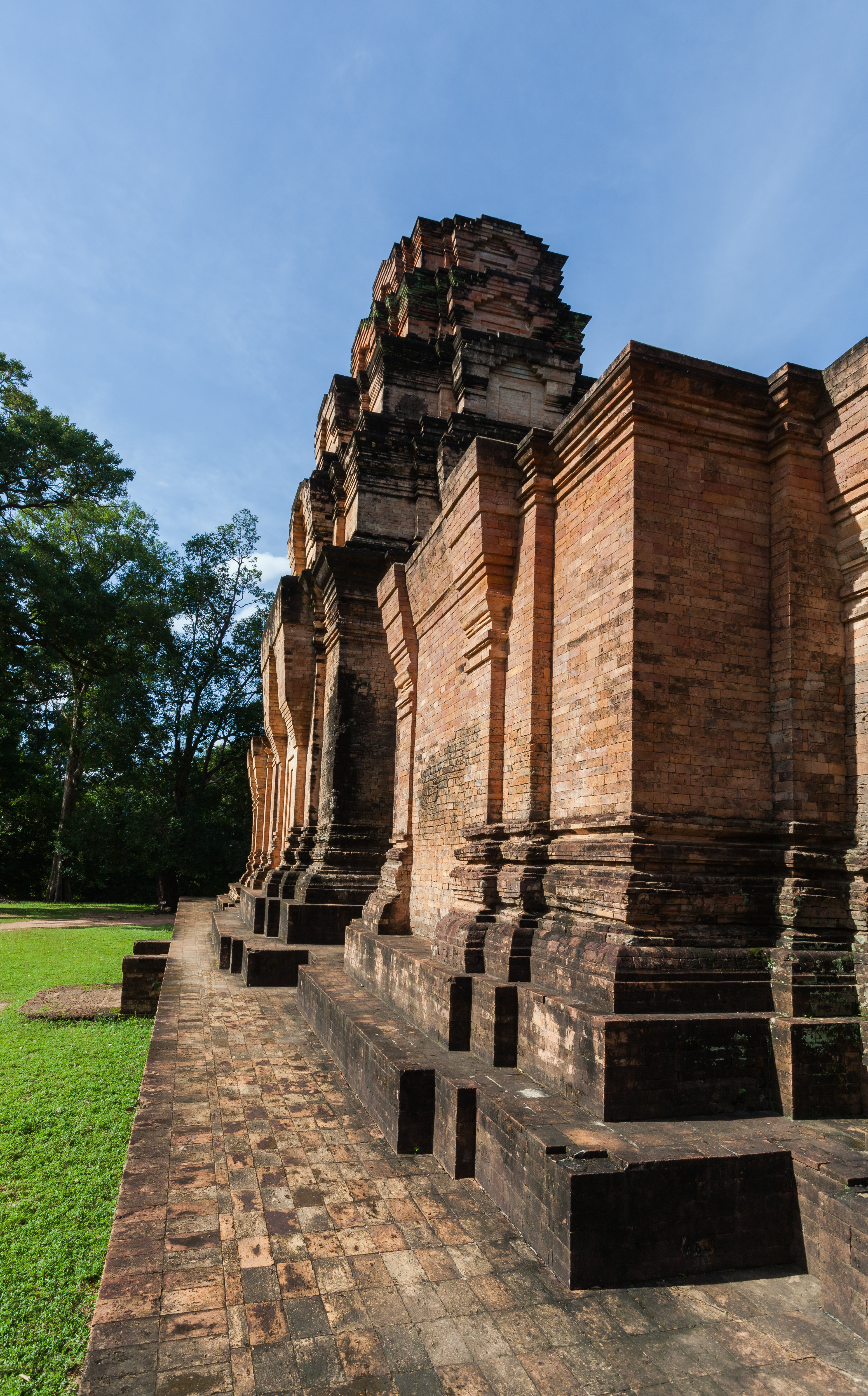
Vue de l'intérieur d'une tour
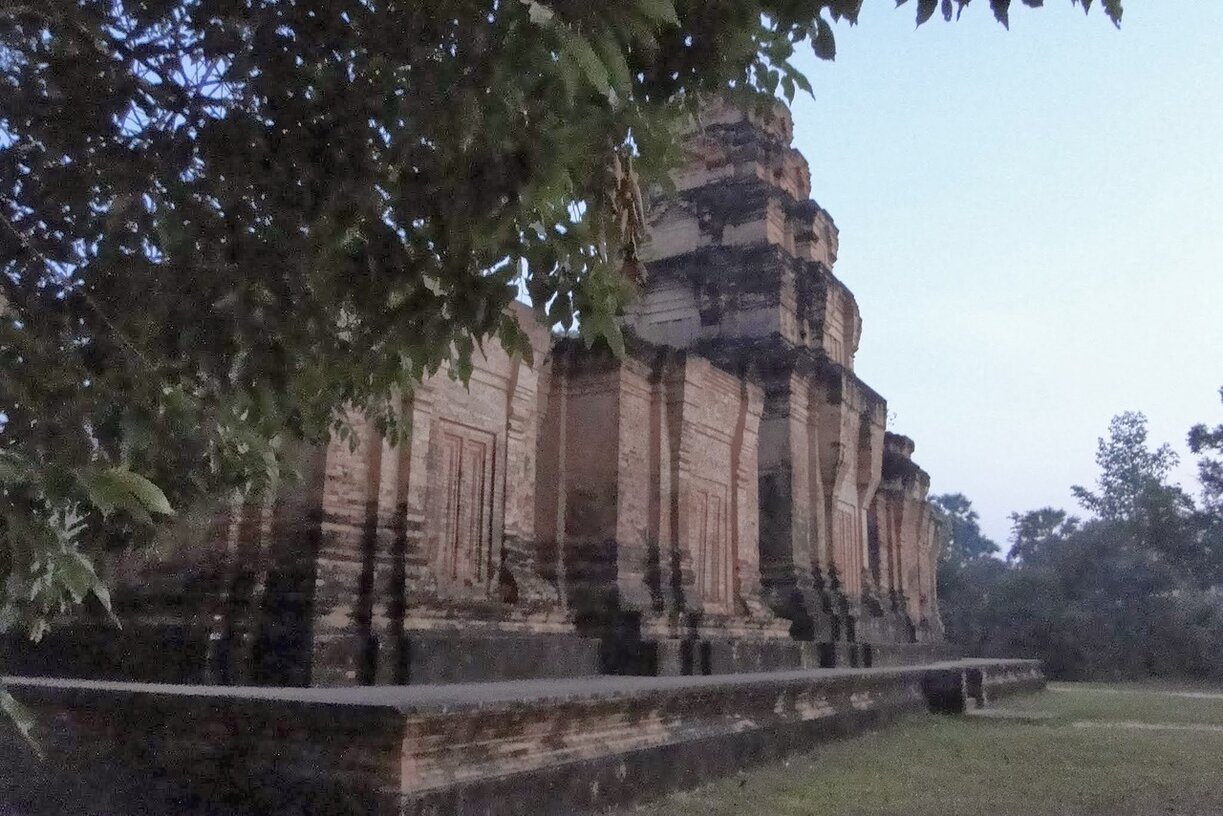
Prasat Karwan, vue de côté